# MLB 98
Az MLB 98 baseball-videójáték, az MLB sorozat második tagja, melyet a Sony Interactive Studios America fejlesztett és a Sony Computer Entertainment jelentetett meg. A játék 1997 augusztusában jelent meg, kizárólag PlayStation otthoni videójáték-konzolra.
A játék borítóján Bernie Williams New York Yankees-középkülső szerepel.

## Fogadtatás
| Összegzőoldal | Értékelés |
| ------------- | --------- |
| GameRankings  | 74%       |

| Szerző          | Értékelés     |
| --------------- | ------------- |
| EGM             | 9/10          |
| Game Informer   | 6/10          |
| GameFan         | 93% 92%       |
| GamePro         | [ 6 ] [ * 1 ] |
| GameRevolution  | A−            |
| GameSpot        | 6,2/10        |
| IGN             | 8/10          |
| Next Generation | [ 10 ]        |
| OPM (US)        | [ 11 ]        |

Az MLB 98 megosztottól pozitív kritikai fogadtatásban részesült. A kritikusok dicsérték az egyenletes animációt, az átfogó licencelést, a széleskörű funkciókat, valamint a mérkőzések gyors menetét. Az Electronic Gaming Monthly mindkét szerkesztője 9/10-es pontszámmal jutalmazta a játékot; Kraig Kujawa azt „gyors tempójú, lényegre törő (és ami a legfontosabb) szórakoztató” játéknak írta le. Glenn Rubenstein a GameSpot hasábján már sokkal kevésbé volt lelkes a játékkal szemben; megjegyezte, hogy ugyan a játék tartalmazza az összes várható funkciót,   azonban az egyetlen területen sem tud kiemelkedni, így biztos volt benne, hogy Karácsonyig meg fog jelenni egy az MLB 98-nál jobb baseballjáték. A Next Generation szerkesztője 3/5 csillagra értékelte a játékot, kiemelve, hogy „Semmi kétség afelől, hogy az MLB ’98 jó, nagyszerű játék, mely számos tekintetben felülmúlja a Triple Play ’98-at. Az MLB ’98 azonban a konzolos baseball nagyobb képét tekintve semmit sem tesz a műfaj előremozdításának érdekében és még a Sega saturnos World Series Baseball ’98-nak a nyomába sem érhet.” A GamePro szerkesztője összegzésként kiemelte, hogy „a kezdőket azonnal az akcióba dobja és a legedzettebb veteránt is minden bizonnyal le tudja kötni egy teljes szezonra. Ha azt szereted, hogy a baseballodat játéktermi stílusban tálalják, akkor az MLB ’98 az egyetlen játék, amit meg kell rendelned.”
Az Electronic Gaming Monthly mindössze néhány hónappal a játék megjelenése után azt máris a 97. helyen jegyezte a „Minden idők 100 legjobb játéka” listáján, kiemelve, hogy „ugyan vannak kisebb hiányosságai és hibái, azonban a teljes képet tekintve mégis a legjobb 32 bites baseballjáték.”

## Fordítás
- Ez a szócikk részben vagy egészben az MLB '98 című angol Wikipédia-szócikk ezen változatának fordításán alapul.  Az eredeti cikk szerkesztőit annak laptörténete sorolja fel. Ez a jelzés csupán a megfogalmazás eredetét és a szerzői jogokat jelzi, nem szolgál a cikkben szereplő információk forrásmegjelöléseként.